# Albert Brnčal
Albert Brnčal (ur. 2 marca 1919 w Spišskich Tomášovcach, zm. 1 sierpnia 1950 w Tatrach) – słowacki taternik i nauczyciel.
W Tatrach bywał już jako uczeń, później związał się ze środowiskiem Słowackiego Towarzystwa Wspinaczkowego JAMES i w jego ramach rozwijał umiejętności taternickie. W czasie II wojny światowej brał udział w słowackim powstaniu narodowym. Po wojnie był jednym z najaktywniejszych działaczy turystycznych i taternickich na Słowacji, wspinał się też z Polakami. Był autorem pierwszego wejścia środkowym filarem wschodniej ściany Lodowego Szczytu (1946). Zginął w trakcie wspinaczki na Jastrzębią Przełęcz z Doliny Jastrzębiej.
Brnčal był autorem przewodnika turystycznego po Górnym Ponitrzu oraz kilku artykułów o tematyce turystyczno-taternickiej, m.in.: Komu prideliť tatranské chaty („Nové Slovo”, 16 grudnia 1949 r.), Východná stena Stalinovho štítu („Krásy Slovenska”, 10/1950).
Jego imieniem nazwane zostało schronisko nad Zielonym Stawem Kieżmarskim (Brnčalova chata). Brnčala upamiętniono także tablicą na Tatrzańskim Cmentarzu Symbolicznym pod Osterwą.